# Філогазо
Філогазо, Філоґазо (італ. Filogaso, сиц. Filogasu) — муніципалітет в Італії, у регіоні Калабрія,  провінція Вібо-Валентія.
Філогазо розташоване на відстані близько 480 км на південний схід від Рима, 40 км на південний захід від Катандзаро, 14 км на схід від Вібо-Валентії.
Населення — 1425 осіб (2014).
Покровитель — Sant'Agata.

## Демографія
Населення за роками:

Станом на 1 січня 2023 року в муніципалітеті офіційно проживав 21 іноземець з 6 країн, серед них 15 громадян країн Євросоюзу.

## Сусідні муніципалітети
- Капістрано
- Маєрато
- Сан-Нікола-да-Крисса
- Сант'Онофріо
- Валлелонга
- Ваццано